# Anna Angelina Komnena Dukaina
Anna Angelina Komnena Dukaina Grecki Ἄννα Ἀγγελίνα Κομνηνή Δούκαινα) – królowa Serbii.

## Życiorys
Była córką Teodora Angleosa Komnena Dukasa i Marii Petralifainy. W 1216 poślubiła Stefana Radosława, króla Serbii 1228-1234. W wyniku bitwy pod Kłokotnicą w Serbii wzrosła opozycja wobec progreckiej polityki Stefana Radosława. W 1233 roku do wybuchu buntu możnowładców serbskich o orientacji probułgarskiej. Anna wraz z mężem zbiegła do Dubrownika. Po jakimś czasie powróciła z nim do Serbii, gdzie wstąpili do klasztoru. 